# Рада Тихоокеанського економічного співробітництва
Рада Тихоокеанського економічного співробітництва, РТЕС (англ.Pacific economic cooperation council, PECC) — унікальне тристороннє партнерство представників бізнесу і промисловості, урядів, академічних та інших інтелектуальних груп, що представляють Азійсько-Тихоокеанський регіон.

## Історія створення
Розробка регіональної угоди, що сприяє розвитку вільних торговельних відносин — давня ідея просування взаємовигідного співробітництва країн Азійсько-Тихоокеанського регіону. Концепцію ідеї таких торгових зв'язків вперше висунув японський економіст Кійоші Коджіма у 1966 р.Хоча ця пропозиція у той час здалася передчасною і нереальною, але підвищення інформованості про існуючі регіональні взаємозалежності та потенціал збільшення вигоди за допомогою співпраці, в кінцевому підсумку призвело до реалізації цієї ідеї.
1980р. — у Канберрі, відбувається семінар Тихоокеанського співтовариства, ініційований прем'єр-міністрами Австралії і Японії — Малкольмом Фразером і Масейоші Охіро. У семінарі брали участь 11 держав: Японія, Канада, Австралія, США, Індонезія, Малайзія, Нова Зеландія, Корея, Філіппіни, Сінгапур, Таїланд і Тихоокеанські острівні держави: Фіджі, Папуа-Нова Гвінея і Тонга. Кожна делегація включала членів від національних урядів, бізнес-сектору, незалежних науково-дослідних інститутів. Також були присутні представники Азійського банку розвитку, PBEC і PAFTAD.
Ця зустріч була присвячена заснуванню Ради Тихоокеанського економічного співробітництва — незалежного, регіонального органу, що забезпечував би просування економічного партнерства і ринкової інтеграції. Були також затверджені функціональні характеристики нового органу — незалежність і неофіційний статус, що дозволять вирішувати економічні питання і вживати заходів, вільних від формальних обмежень державних відносин і політики.

## Структура
- Постійний комітет — керівний орган РТЕС. Він складається з усіх повноправних членів Ради, асоційованих та інституційних. Комітет збирається на засідання щорічно. Співголови обираються строком на 3 роки.
- Виконавчий комітет включає 12 співробітників, в тому числі Генерального секретаря. Комітет контролює щоденну діяльність РТЕС, обирає цільові групи і проводить аналітичне оцінювання програмних документів.

У структуру Ради Тихоокеанського економічного співробітництва входить 26 комітетів-країн. Кожен комітет тристоронній і включає представників бізнесу, урядів і академічних кіл. Вони в неформальній обстановці обговорюють, формулюють ідеї про вирішення найбільш нагальних питань, що стоять перед Азійсько-Тихоокеанським регіоном, беруть участь у робочих програмах Ради, виконуючи паралельно свою власну діяльність.
- Цільові групи — основні механізми для розробки програми робіт РТЕС. Кожна група складається з представників від комітетів-членів і, при необхідності, інших запрошених від установ і окремих осіб.

## Члени
Повноправними членами РТЕС є: Австралія, США, Канада, Нова Зеландія, Бруней-Даруссалам, Чилі, Колумбія, Еквадор, Китай, Японія, Гонконг, Індонезія, Корея, Мексика, Перу, Філіппіни, Сінгапур, Малайзія, Китайський Тайбей, Таїланд, Монголія, В'єтнам, Форум тихоокеанських островів.
Асоційовані члени: Франція (Тихоокеанські території). Інституційні учасники: Тихоокеанська конференція з торгівлі та розвитку (PAFTAD), Тихоокеанська основна економічна рада (PBEC).